# ジョージ・パークス・ハイウェイ
ジョージ・パークス・ハイウェイ（英語: George Parks Highway、州間高速道路A-4、アラスカ州道3号線）は、通常単にパークス・ハイウェイと呼ばれ、アメリカ合衆国アラスカ州アンカレッジの北35マイル（56km）のグレンハイウェイからアラスカ内陸部のフェアバンクスまで520km（323マイル）を結ぶ。当初はアンカレッジ・フェアバンクス・ハイウェイとして知られていて、1971年に完成したが、1975年に現在の名称となった。
このハイウェイはアラスカ鉄道とほぼ平行し、アラスカで最も重要な道路のひとつで、アンカレッジとフェアバンクス（アラスカの2大都市圏）を結ぶメインルートである。デナリ国立公園・保護区とその東隣りのデナリ州立公園への主要なアクセス道路であり、マタヌスカ・スシトナ・バレーの主要道路でもある。このルートの州間道路指定には標識はなく、全長にわたってアラスカ州道3号線として標識で示されている。
この道路の略称「パークス・ハイウェイ」という名称は、この道路がデナリ国立公園と州立公園の２つに近いことに由来するというのは一般的な誤解で、実際には1925年から1933年までアラスカ準州知事を務めたジョージ・アレクサンダー・パークス（George Alexander Parks）にちなんだものである。

## 参照項目
- アラスカ山脈
- ブロード峠